# نعرة أمريكية
نعرة أمريكية (الاسم العلمي: Tabanus americanus) هي نوع من الحشرات تتبع جنس النعرة من الفصيلة النعرية.